# Armatolikó
Armatolikó är en ort i Grekland.   Den ligger i prefekturen Trikala och regionen Thessalien, i den centrala delen av landet, 270 km nordväst om huvudstaden Aten. Armatolikó ligger 833 meter över havet och antalet invånare är 275.
Terrängen runt Armatolikó är bergig åt nordväst, men åt sydost är den kuperad. Armatolikó ligger nere i en dal. Runt Armatolikó är det mycket glesbefolkat, med 6 invånare per kvadratkilometer. Närmaste större samhälle är Theodóriana, 10,4 km sydväst om Armatolikó. Omgivningarna runt Armatolikó är en mosaik av jordbruksmark och naturlig växtlighet.